# Prix de théorie John-von-Neumann
Ne pas confondre avec le Prix John von Neumann et la Conférence von Neumann.
Le prix de théorie John-von-Neumann (en anglais : John von Neumann Theory Prize), décerné par l'Institute for Operations Research and the Management Sciences (INFORMS), est attribué chaque année à une personne (ou parfois à un groupe de personnes) qui a apporté des contributions fondamentales et durables de nature théorique, dans les domaines de la recherche opérationnelle et les sciences de la gestion.
Le prix tire son nom du mathématicien John von Neumann. Il récompense un ensemble de travaux plutôt qu'une contribution particulière. Le prix se veut une mise en valeur des contributions qui ont passé avec succès l'épreuve du temps. Les critères d'attribution comprennent la signification, l'innovation, la profondeur et l'excellence scientifique.
Le prix consiste en une dotation de 5 000 dollars, une médaille et une citation.
Le prix est attribué depuis 1975. Le premier récipiendaire fut George Dantzig, récompensé pour ses travaux sur la programmation linéaire.

## Liste des lauréats

### Depuis 2000
| Année | Lauréat                                            | Mérite |
| ----- | -------------------------------------------------- | --- |
| 2022  | Vijay Vazirani                                     | |
| 2021  | Alexander Shapiro                                  | |
| 2020  | Adrian Lewis                                       | pour ses contributions fondamentales et soutenues à l'optimisation continue, à la recherche opérationnelle et, plus largement, à la science informatique[2]. |
| 2019  | Dimitris Bertsimas et Jong-Shi Pang                | |
| 2018  | Dimitri Bertsekas et John Tsitsiklis               | pour leurs contributions au calcul parallèle et distribué ainsi qu'à la programmation neurodynamique[3]. |
| 2017  | Donald Goldfarb et Jorge Nocedal                   | pour leurs contributions à l'optimisation non linéaire |
| 2016  | Martin I. Reiman et Ruth J. Williams               | pour leurs travaux en recherche opérationnelle stochastique et en théorie des files d'attente |
| 2015  | Václav Chvátal et Jean Bernard Lasserre            | pour leurs travaux sur l'optimisation convexe, en particulier le rang de Chvatal, et la hiérarchie de Lasserre (en) |
| 2014  | Nimrod Megiddo                                     | pour son travail en autour de l'optimisation linéaire (notamment la complexité de l'algorithme du simplexe et des développements des méthodes de points intérieurs), ainsi que ses travaux en théorie algorithmique des jeux. |
| 2013  | Michel Balinski                                    | Pour ses travaux en optimisation (notamment l'énumération des solutions optimales d'un programme linéaire, des travaux en optimisation linéaire en nombres entiers et dans le lien avec l'économie), en combinatoire polyhedrale (en) (notamment des travaux sur les couplages, et sur le théorème de Balinski (en)) et sur les systèmes de votes. |
| 2012  | George Nemhauser Laurence Wolsey[4]                | pour leurs contributions exceptionnelles et durables à l'optimisation en nombres entiers, et à leurs enseignements exemplaires. |
| 2011  | Gérard Cornuéjols                                  | pour ses contributions fondamentales et larges à l'optimisation discrète, y compris ses recherches profondes sur les matrices équilibrées et idéales, les graphes parfaits et les plans de coupure pour l'optimisation mixte en nombres entiers.                                                                                                   |
| 2010  | Søren Asmussen Peter Glynn                         | pour leurs contributions remarquables à la théorie de la probabilité appliquée et à la simulation stochastique. |
| 2009  | Yurii Nesterov Yinyu Ye                            | |
| 2008  | Frank Kelly                                        | |
| 2007  | Arthur F. Veinott, Jr.[5]                          | pour ses contributions profondes à trois domaines majeurs de la recherche opérationnelle et les sciences de la gestion : la théorie des inventaires, la programmation dynamique et la programmation des treillis. |
| 2006  | Martin Grötschel László Lovász Alexander Schrijver | pour leur travail fondamental et novateur en optimisation combinatoire. |
| 2005  | Robert Aumann                                      | en reconnaissance de ses contributions fondamentales à la théorie des jeux et des domaines liés. |
| 2004  | J. Michael Harrison                                | pour ses contributions profondes à deux domaines majeurs de la recherche opérationnelle et des sciences de la gestion: la théorie des files d'attente et les mathématiques financières. |
| 2003  | Arkadi Nemirovski Michael Todd                     | pour leurs contributions profondes et fondatrices en optimisation continue. |
| 2002  | Donald Iglehart Cyrus Derman                       | pour leurs contributions fondamentales à l'analyse des performances et l'optimisation de systèmes stochastiques. |
| 2001  | Ward Whitt                                         | pour ses contributions à la théorie des files d'attente, aux probabilités appliquées et en modélisation stochastique. |
| 2000  | Ellis L. Johnson Manfred Padberg                   | |

### De 1975 à 1999
- 1999 R. Tyrrell Rockafellar
- 1998 Fred W. Glover
- 1997 Peter Whittle
- 1996 Peter Fishburn
- 1995 Egon Balas
- 1994 Lajos Takács
- 1993 Robert Herman
- 1992 Alan J. Hoffman et Philip Wolfe
- 1991 Richard E. Barlow, Frank Proschan
- 1990 Richard Karp
- 1989 Harry Markowitz
- 1988 Herbert Simon
- 1987 Samuel Karlin
- 1986 Kenneth Arrow
- 1985 Jack Edmonds
- 1984 Ralph E. Gomory
- 1983 Herbert Scarf
- 1982 Abraham Charnes, William W. Cooper et Richard Duffin
- 1981 Lloyd Shapley
- 1980 David Gale, Harold W. Kuhn, et Albert W. Tucker
- 1979 David Blackwell
- 1978 John Forbes Nash et Carlton Lemke
- 1977 Félix Pollaczek
- 1976 Richard Bellman
- 1975 George Dantzig, pour ses travaux en optimisation linéaire.

## Remarque
Il existe aussi une Médaille John von Neumann attribuée annuellement par l'Institute of Electrical and Electronics Engineers (IEEE) pour des résultats exceptionnels dans les sciences et technologies liées à l'informatique.